# Distretto di Belgaum
Il distretto di Belgaum è un distretto del Karnataka, in India, di 4 207 264 abitanti. È situato nella divisione di Belgaum e il suo capoluogo è Belgaum.